# Heinrich von Glymes und Berghes

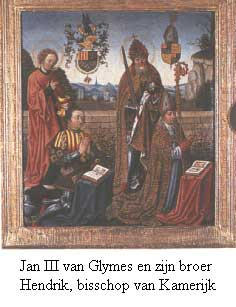
Johann III. von Glymes mit seinem Bruder Heinrich

Heinrich von Glymes und Berghes (auch Hendrik van Bergen bzw. Henri de Berghes; * 20. Juli 1449; † 7. Oktober 1502 in Cambrai oder Le Cateau-Cambrésis) war Fürstbischof von Cambrai und Kanzler des Ordens vom Goldenen Vlies.

## Familiärer Hintergrund
Glymes stammt aus dem weitverzweigten Adelsgeschlecht de Glymes. Sein Vater war Johann II. von Glymes metten lippen, Herr von Bergen op Zoom. Zu seinen Brüdern zählten unter anderen der kaiserliche Kammerherr, Geheime Rat, der Herr von Bergen op Zoom, Walhain, Bierbais, Glymes, Woude, Wavre, Grimbergen etc. Johann III. von Glymes oder der Militär und Edelmann Cornelis von Glymes von Bergen. Aus seinem Geschlecht stammen die späteren Erzbischöfe von Cambrai Guillaume de Berghes und Maximilian de Berghes.

## Leben
Glymes wurde zum Doktor beider Rechte promoviert und soll einen guten Ruf in der Wissenschaft gehabt haben. Kurz nach seiner Promotion unternahm er eine Pilgerreise nach Jerusalem. Auf dem Rückweg wählte er den Weg über Rom und traf dort auf Papst Innozenz VIII. Er wurde Apostolischer Protonotar und Abt der Abtei Saint-Denis im Hennegau, dann Koadjutor von Cambrai unter seinem Vorgänger im Bischofsamt Johann VI. von Burgund.
Am 17. Juni 1480 wurde Glymes zum Nachfolger von Johann VI. von Burgund als Fürstbischof von Cambrai und damit Regent des Hochstifts Cambrai ernannt. Die Bischofsweihe erfolgte am 1. Oktober desselben Jahres. Seine Amtszeit war durch den Kampf gegen Hungersnöte ebenso geprägt wie durch die Wiederherstellung des starken Standes von Cambrai. 1493 wurde Erasmus von Rotterdam sein Sekretär.
Glymes wurde zum 23. Mai 1493 Kanzler des Ordens vom Goldenen Vlies. In dieser Zeit, wohl 1494, wurde er zudem zum Ersten Berater König Philipps des Schönen, den er am 20. Oktober 1496 in Lier mit Johanna von Kastilien verheiratete.
Er wurde in der Kathedrale von Cambrai beigesetzt.